# Cukrowiec lekarski
Cukrowiec lekarski, trzcina cukrowa (Saccharum officinarum L.) – gatunek byliny należący do rodziny wiechlinowatych (Poaceae), rodzaju cukrowiec. Prawdopodobnie pochodzi z Nowej Gwinei. Z Azji południowej ok. 800 r. n.e. do basenu Morza Śródziemnego przenieśli ją Arabowie.
Trzcina cukrowa znana jest przede wszystkim jako roślina jadalna niż produkt do innego wyrobu. Cukier pozyskiwany jest z dwóch roślin uprawianych na skalę światową, z czego ten gatunek to 65% zbiorów, a burak cukrowy — 35%. Cukier, otrzymywany z obu roślin, ma niemalże identyczny skład chemiczny, jednak w przemyśle spożywczym produkty z tych roślin mocno ze sobą konkurują.

## Morfologia

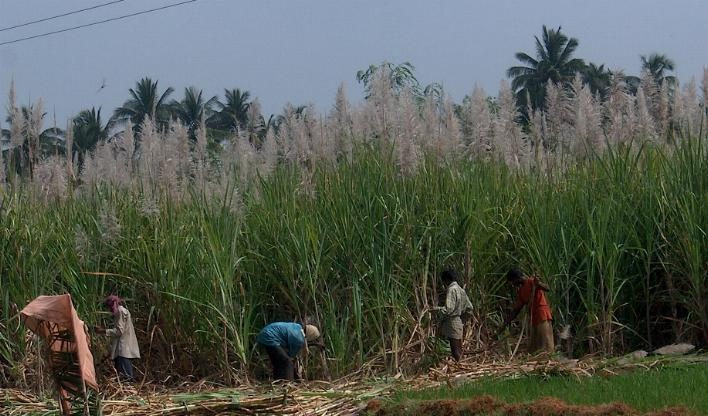
Zbiór trzciny

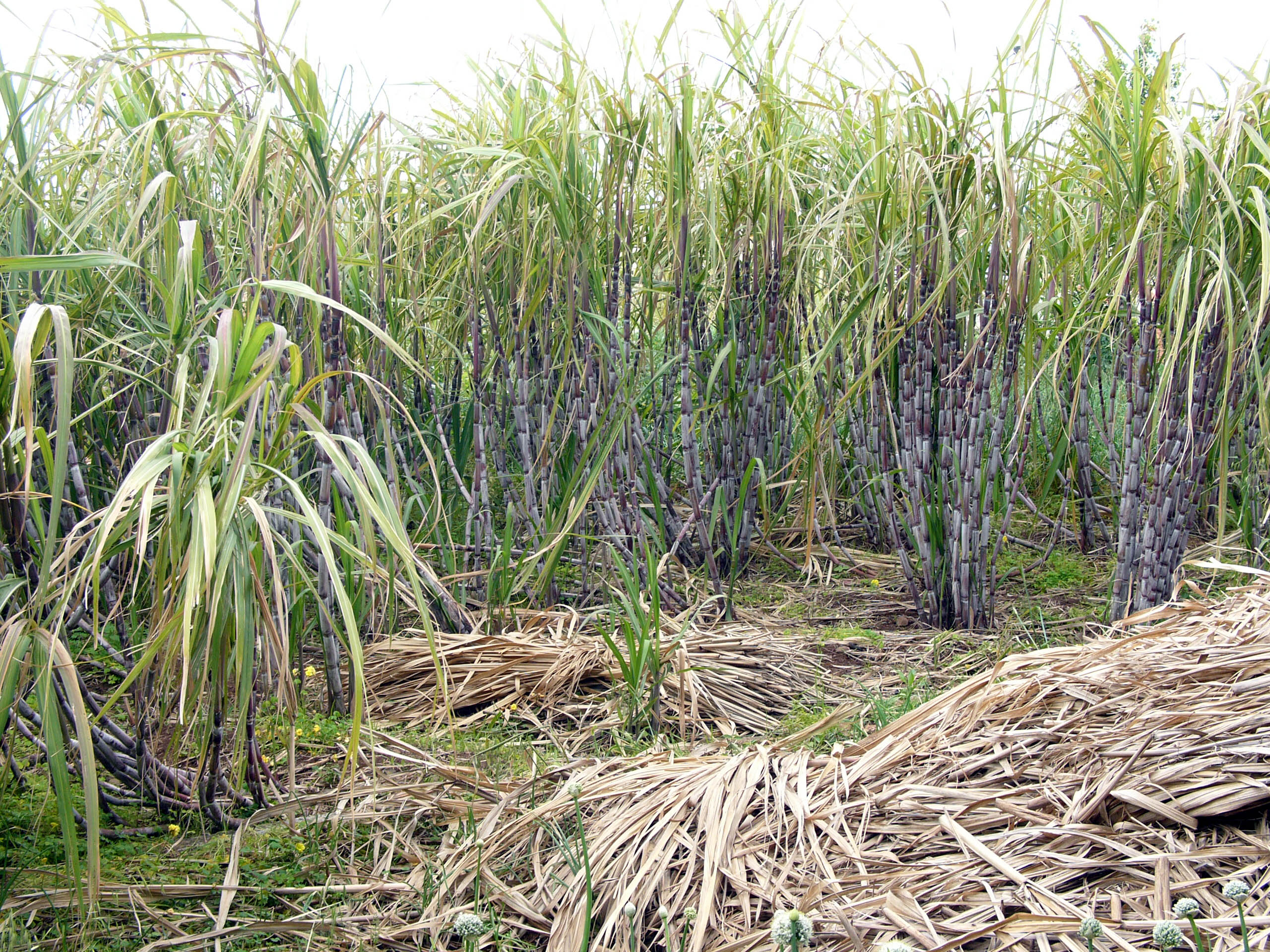
Plantacja trzciny na Maderze

ŁodygaŹdźbło osiąga wysokość do 2–6 (8) m i średnicę 2–7 cm, jest nierozgałęzione. U dołu nagie i woskowate, z pierścieniami blizn po liściach, u góry okryte zachodzącymi na siebie pochwami liściowymi. Zwykle żółtawe lub czerwonawe. Międzywęźla mają ok. 20 cm, skracają się w dole źdźbła.
LiścieNaprzemianległe o długości 50–200 cm i szerokości 4–10 cm, z szerokim i jasnym nerwem środkowym oraz ostrym brzegiem blaszki.
KwiatyNiepozorne, w biało owłosionych kłoskach zebranych setkami w piramidalną wiechę.
OwocePodłużne ziarniaki, w uprawie rzadko obecne.

## Biologia
W węzłach łodygi wyrastają korzenie (w dole) lub ich zawiązki, a nad nimi znajduje się strefa przyrostu pozbawiona nalotu woskowego.
Miękisz wewnątrz źdźbła zawiera do 20% cukrów.

## Zastosowanie
Roślina jadalna
- Surowiec do wyrobu cukru spożywczego – trzcina cukrowa jest surowcem, z którego powstaje ponad połowa światowej produkcji cukru (cukier uzyskiwany z trzciny cukrowej nazywany jest cukrem trzcinowym). W strefie umiarkowanej trzcina zastępowana jest przez burak cukrowy, z którego produkuje się cukier buraczany.
- Surowiec do wyrobu alkoholu – podstawowy surowiec do produkcji rumów.
- Kawałki źdźbła spożywane są jako słodycze.

Inne zastosowania
- W Brazylii część trzciny przeznacza się na produkcję etanolu, gdzie alkohol ten służy jako paliwo do samochodów.
- Trzcina może być również surowcem w przemyśle papierniczym i farmaceutycznym.
- Surowiec do wyrobu celoteksu jako izolator ciepła i dźwięku, to rodzaj płyty pilśniowej wykorzystywany z jej włókien. Stosowany jest do ocieplania i wygłuszania ścian.
- Od wielu lat (starożytność) stosowana była w medycynie i ziołolecznictwie. Potrafiła ona wyleczyć wiele schorzeń np. bakteriobójcze. Używano m.in. jako środek kojący, przeciwbólowy oraz wykrztuśny. Łagodzi objawy astmy, goi rany i oparzenia, a także zapalenia i przeziębienia z gorączką.
- W kosmetologii jako olejek skwalan
- W przemyśle gastronomicznym służy do wyrobu ekologicznych naczyń jednorazowych[3].

## Bioetanol
Pierwszym etapem wytwarzania etanolu jest wypalanie uschniętych liści i wosku. Kolejno następuje: ekstrakcja soku z trzciny, sklarowanie oraz zagęszczenie. 
Stosunek energii wejściowej do uzyskanej z produkcji etanolu zawiera się w granicach od około 8 do 10. Koszty energetyczne produkcji etanolu są zerowe. Destylarnie zasila się poprzez spalanie odpadów z destylowanej trzciny cukrowej. Ponadto nadmiar wyprodukowanej elektryczności może zostać dostarczony do sieci.
Przewaga konkurencyjna biopaliw brazylijskich nad biopaliwami amerykańskimi i europejskimi wynika przede wszystkim z zasobności tego kraju w surowce energetyczne używane do produkcji oraz z niższych kosztów produkcji i przetwórstwa tych surowców, tj. trzciny cukrowej niż zbóż czy buraków cukrowych. Wynika też z faktu, że odbywa się w zakładach stosujących wydajne technologie produkcji bioetanolu.
Uprawa trzciny cukrowej jest większa wprost proporcjonalnie do popytu na rynku krajowym na bioetanol. Większość pojazdów sprzedawanych w Brazylii jest napędzana benzyną i etanolem (tzw. flex-fuel). Bioetanol jest tańszy o ok. 30%.

## Uprawa
Uprawy koncentrują się w strefie klimatu zwrotnikowego i podzwrotnikowego między 30° szerokości geograficznej północnej i południowej. Okres wegetacji wynosi od 12 do 16 miesięcy. Do jej uprawy niezbędne są opady w granicach 1200-1600 mm/rocznie, wysokie temperatury – powyżej 20 °C, żyzne gleby i intensywne nawożenie. Gatunek rośnie na różnych glebach – od umiarkowanie kwaśnych do umiarkowanie zasadowych, pod warunkiem, że są dobrze odwodnione, luźne, głębokie i utrzymują wilgoć. Długa pora deszczowa pozwala na 7–10 miesięcy wzrostu rośliny, krótki okres suchy – na wzrost zawartości cukru, a także sprawia, że dostęp do pól staje się łatwiejszy, zmniejsza też straty powstające wówczas, kiedy trzcina jest ścinana przy dużej wilgotności. Większość odmian trzciny może dać kilka kolejnych zbiorów, z których każdy następny jest mniejszy. Na dużą skalę trzcina cukrowa jest uprawiana najczęściej na obszarach o mało urozmaiconej rzeźbie terenu – sprzyja to mechanizacji w uprawie oraz transportowi. W celu uzyskania maksymalnego plonu cukru, trzcina musi być jak najszybciej przetransportowana do cukrowni oraz przetworzona.

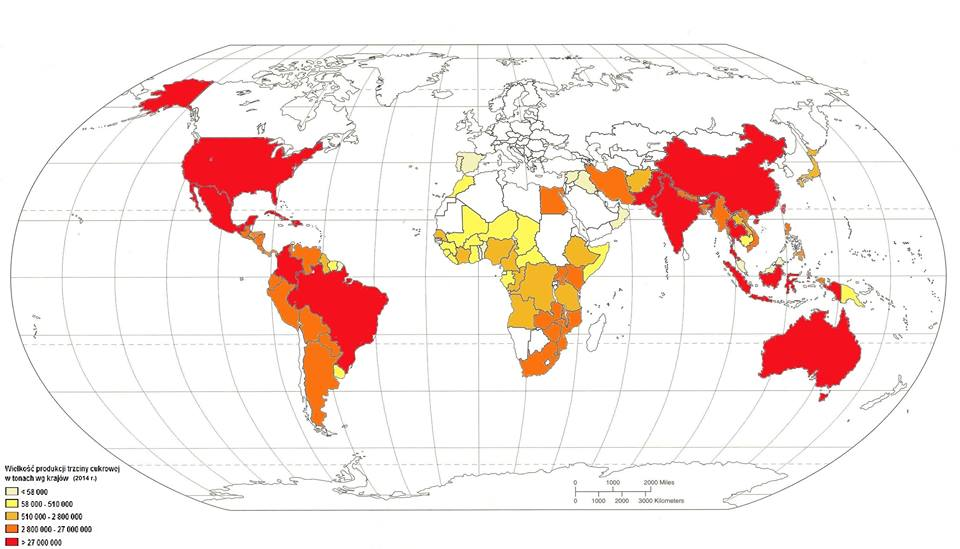
Wielkość produkcji trzciny cukrowej w tonach według największych producentów na podstawie danych FAO (2014)

| Najwięksi producenci trzciny cukrowej (2014) (w milionach ton) | Najwięksi producenci trzciny cukrowej (2014) (w milionach ton) |
| -------------------------------------------------------------- | -------------------------------------------------------------- |
| Brazylia                                                       | 737,2                                                          |
| Indie                                                          | 352,1                                                          |
| Chiny                                                          | 125,6                                                          |
| Tajlandia                                                      | 103,7                                                          |
| Pakistan                                                       | 67,5                                                           |
| Meksyk                                                         | 56,7                                                           |
| Kolumbia                                                       | 38,2                                                           |
| Filipiny                                                       | 32,5                                                           |
| Indonezja                                                      | 28,6                                                           |
| Stany Zjednoczone                                              | 28,0                                                           |
| Łącznie na świecie                                             | 1,90 mld ton                                                   |